# ساپه

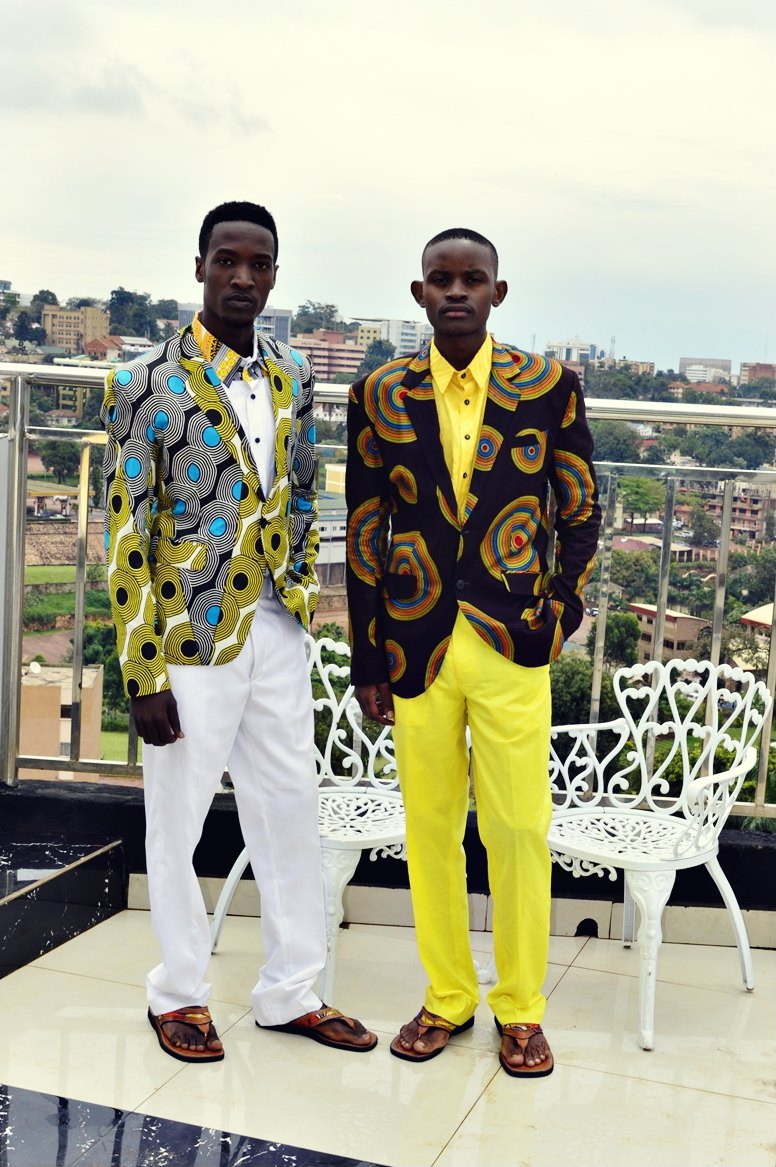
ساپه‌ای‌های اوگاندا (2015)

ساپه ، مخفف عبارت Société des Ambianceurs et des Personnes Élégantes ( فرانسوی ؛ به معنای واقعی کلمه «انجمن سازندگان محیط و افراد شیک») است و اشاره به کلمهٔ عامیانهٔ فرانسوی sape به معنای «لباس» یا ساپه به معنای « لباس پوشیده»، یک خرده فرهنگ است که به ترتیب در شهرهای کینشاسا و برازاویل در جمهوری دموکراتیک کنگو و جمهوری کنگو متمرکز شده است. طرفدار ساپه اگر مرد باشد تحت عنوان Sapeur (ساپور یا ساپه‌ای) و اگر زن باشد تحت عنوان Sapeuse (ساپوز) شناخته می شود.   این جنبش مظهر ظرافت در سبک و آداب شیک‌پوشان سلف استعماری است. 